# Карасёв, Алексей Иванович
Алексе́й Ива́нович Карасёв (12 марта 1910, село Карсаевка, Пензенская губерния — 21 июля 1980, Пенза) — мокшанский писатель, поэт, педагог; член Союза писателей СССР с 1939 года. Участник Второй Великой Отечественной войны.

## Биография
Родился в крестьянской семье. В 1930 окончил Саранский педагогический техникум; работал учителем, трудился на журналистском поприще. Участник Великой Отечественной войны.
Первые стихи опубликовал в 1930 году в периодических изданиях Саранска, Самары, Москвы. Во время службы в Красной Армии на Дальнем Востоке печатал свои произведения в газете «Тихоокеанский комсомолец».
Наряду со стихотворными произведениями публиковал и художественную прозу. Первый сборник рассказов на мокшанском языке — «Чуднай сад» («Чудный сад», 1939). В 1940 году отдельной книгой выпущены поэтические произведения — «Стихи и поэмы». Не переставал писать и в годы Великой Отечественной войны. Удачен рассказ «Иван Казаринов» (1946). Автор умело использует художественные детали, способствующие точной передаче напряжённости обстановки. В повествование вошло много событий, но они не оставляют впечатления рассеянного света, ибо всё пережито самим героем и глубоко раскрывает его внутренний мир, главные черты характера человека-патриота. В 1947 году была издана драматическая повесть «Минь улеме солдатт» («Мы были солдатами»).
Послевоенное творчество посвящено современной тематике. Выпустил сборник стихов «В краю дубрав» (1956), повесть «Березовское лето» (1961), сборник рассказов «Стешина сирень» (1961). Публиковался в журнале «Мокша», альманахе «Литературная Мордовия».
Скончался 21 июля 1980 в г. Пензе.
Похоронен на Новозападном кладбище г. Пензы.

## Произведения
- Сочинения: Чудный сад. — Саранск, 1939.
- Стихи и поэмы. — Саранск, 1940.
- В краю дубрав. — Саранск, 1956.
- Золотая нива. — Пенза, 1958.
- Песни золотой сосны. — Пенза, 1963.
- Стешина сирень. — Пенза, 1961.
- Снег на яблонях. — Саратов, 1971.
- Родниковый воздух. — Саратов, 1978.